# Воловски окръг
Воловски окръг (на полски: Powiat wołowski) е окръг в Югозападна Полша, Долносилезко войводство. Заема площ от 674,96 км2. Административен център е град Волов.

## География
Окръгът се намира в историческата област Долна Силезия. Разположен е в северната част на войводството.

## Население
Населението на окръга възлиза на 47 799 души (2012 г.). Гъстотата е 71 души/км2.

## Административно деление
Административно окръгът е разделен на 3 общини.
Градско-селски общини:
- Община Волов
- Община Долни Бжег

Селска община:
- Община Винско

## Фотогалерия
- Волов
- Долни Бжег